# Bourouchaski
Le bourouchaski (ou, selon les transcriptions, burushaski ou bouroushaski ; en ourdou بروشسکی - burū́šaskī)  est la langue du peuple des Bourouchos, parlée par environ 87 000 personnes (en 2000) dans les vallées des rivières Hunza, Nagar et Yasin, dans la partie la plus septentrionale du Pakistan. C'est un isolat linguistique : quoique le bourouchaski ait incorporé un certain nombre de mots issus de langues géographiquement voisines (en particulier l'ourdou, le khowar et le shina), il recèle un vocabulaire propre assez original pour être distingué de ses voisins.
Les aires linguistiques du bourouchaski sont séparées par une centaine de kilomètres et représentent trois dialectes distincts, l'intercompréhension étant possible.

## Origines et classification

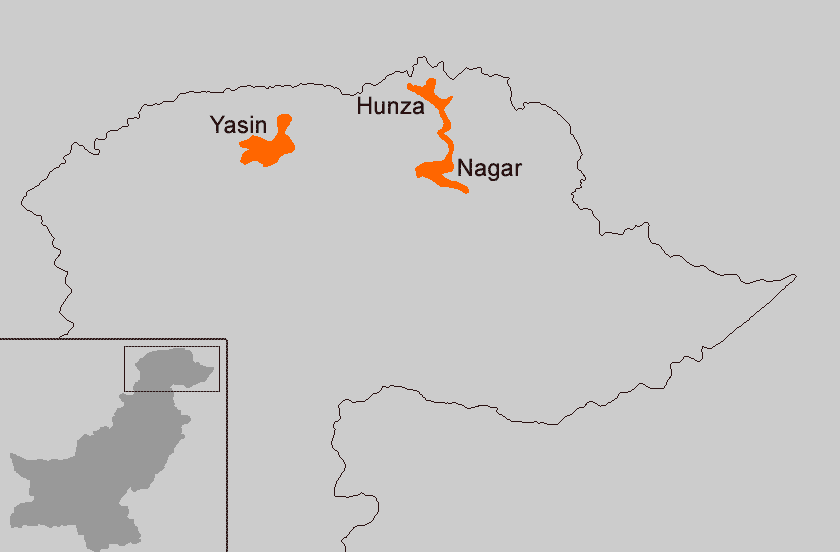

Des essais de rattachement du bourouchaski avec d'autres langues isolées d'Eurasie (iénisséïen, etc.) ont été tentées.
Aujourd'hui, la théorie la plus reconnue sur l'origine du bourouchaski est celle d'un lien génétique avec l'indo-européen et l'albanais,.
Le bourouchaski est une langue ergative de type SOV. Le système de numération est vigésimal, avec la particularité de construire les nombres 30, 50, 70 et 90 sur le même modèle que « quatre-vingt-dix » en français.
- ex : 30 = altar-toorimi (« vingt-dix »), 50 = alto-altar-toorimi (« deux-vingt-dix »)…

Une autre théorie suppose que le bourouchaski appartient à l'hypothétique super-famille déné-caucasienne, en raison notamment de son côté ergatif, que l'on retrouve dans d'autres langues de cet ensemble, comme le basque, le tibétain ou l'abkhaze.

## Écriture
| lettres latines | lettres arabes |
| --------------- | -------------- |
| a               | ݳ, ـَع          |
| aa              | آ, ا           |
| áa              | ݴ              |
| e               | ݺ              |
| ee              | ے              |
| ée              | ݻ              |
| i               | ـِݵ             |
| ii              | ـِی             |
| íi              | ـِݶ             |
| o               | ݸ              |
| oo              | و              |
| óo              | ݹ              |
| u               | ـُ              |
| uu              | ـُو             |
| úu              | ـُݹ             |
| w               | وَ              |
| b               | ب              |
| p               | پ              |
| f               | ف              |
| m               | م              |
| t               | ت              |
| th              | تھ             |
| d               | د              |
| ṭ               | ٹ              |
| ṭh              | ٹھ             |
| ḍ               | ڈ, ڑ           |
| n               | ن              |
| r               | ر              |
| k               | ک              |
| kh              | کھ             |
| g               | گ              |
| ṅ               | ݣ              |
| ẏ               | ݷ              |
| q               | ق              |
| qh              | خ              |
| ġ               | غ              |
| ṇ               | ں              |
| s               | س, ث, ص        |
| ċ               | ڎ              |
| ċh              | ݼ              |
| z               | ظ, ذ, ز, ض     |
| ś               | ش              |
| ć               | چ              |
| ćh              | چھ             |
| j               | ج              |
| ṣ               | ݽ              |
| c̣               | څ              |
| c̣h              | ڞ              |
| ż               | ژ              |
| y               | ء, ی           |
| l               | ل              |
| h               | ه, ع           |

## Phonologie
Le bourouchaski utilise 34 consonnes et 5 voyelles. Ces dernières ( /a, e, i, o, u/ ) peuvent être longues ou brèves, avec des variantes supplémentaires pour les voyelles longues.

## Lexique (exemples)
| Mot   | Traduction |
| ----- | ---------- |
| terre | tik        |
| ciel  | ayatch     |
| eau   | tchil      |
| feu   | phu        |
| homme | hir        |
| femme | gus        |
| boire | minaas     |
| grand | uyum       |
| petit | jot        |
| nuit  | thap       |
| jour  | gunts      |

## Grammaire

### Le nom
Le bourouchaski distingue morphologiquement quatre classes nominales, la logique de la répartition des noms entre ces classes étant dans l'ensemble plutôt respectée :
1. êtres humains masculins
2. êtres humains féminins
3. animaux et objets comptables
4. noms non-comptables et concepts abstraits

Il existerait (selon Dick Grune) quatre nombres : singulier, pluriel, indéfini (comme en basque ou en albanais par exemple) et collectif, la forme collective pouvant se mettre au pluriel (« double pluriel »). Toutefois Ernst Kausen n'indique que le singulier et le pluriel. Le pluriel se construit au moyen de divers suffixes, mais les règles comportent un grand nombre d'exceptions.
Le bourouchaski distingue trois cas primaires (selon Dick Grune) : absolutif, oblique et génitif, cinq selon Ernst Kausen, qui signale en outre le datif et l'ablatif. S'y ajoutent trois cas secondaires (spatiaux), à savoir, dans la terminologie de Kausen : le locatif, le terminatif et le séparatif, qui se construisent à partir de la forme oblique.
Les termes désignant des parties du corps et les termes de parenté, entre autres, sont obligatoirement précédés d'un préfixe possessif (comme en navajo ou en hopi par exemple). Pour les noms n'exigeant pas de préfixe possessif, la possession s'exprime en faisant précéder le nom d'un pronom personnel au génitif.

### Les pronoms personnels
À la troisième personne (singulier et pluriel), il existe 4 formes pronominales, correspondant aux 4 classes nominales ; de plus, il existe pour chacun d'entre eux une forme exprimant la proximité et une autre l'éloignement. Au cas oblique, on trouve en outre une forme courte pour chaque personne.

### Le verbe
La morphologie verbale du bourouchaski est très complexe. Elle tient compte des catégories suivantes :
- aspect-temps (présent, futur, imparfait, parfait, plus-que-parfait)
- mode (conditionnel, 3 optatifs, impératif, conatif[6])
- nombre (singulier, pluriel)
- personne (1re, 2e, 3e)
- classe nominale (les 4 classes décrites plus haut ; à la 3e personne seulement)

et possède un système à 11 positions possibles (slots), ces positions ne pouvant toutefois être toutes occupées dans une même forme verbale :
1. préfixe négatif (a-)
2. préfixe de l'intransitif ou de l'absolutif
3. préfixes pronominaux (sujet intransitif, objet transitif)
4. préfixe transitif secondaire
5. radical du verbe
6. suffixe pluriel
7. indicateur du radical présent (présent, futur, imparfait)
8. suffixe pronominal (1re sg) / voyelle de liaison (non significative)
9. suffixes optatifs et autres
10. suffixes pronominaux (personnes autres que 1re sg)
11. flexion nominale et particules

Exemple de construction : verbe transitif phus (lier), au prétérit (les slots occupés sont 3, 5, 8, 9 et 10) :
- i-phus-i-m-i « il l'a lié »
- mu-phus-i-m-i « il l'a liée »
- mi-phus-i-m-an « vous nous avez liés / ils nous ont liés ».